# Jardí botànic Ecoherbes Park

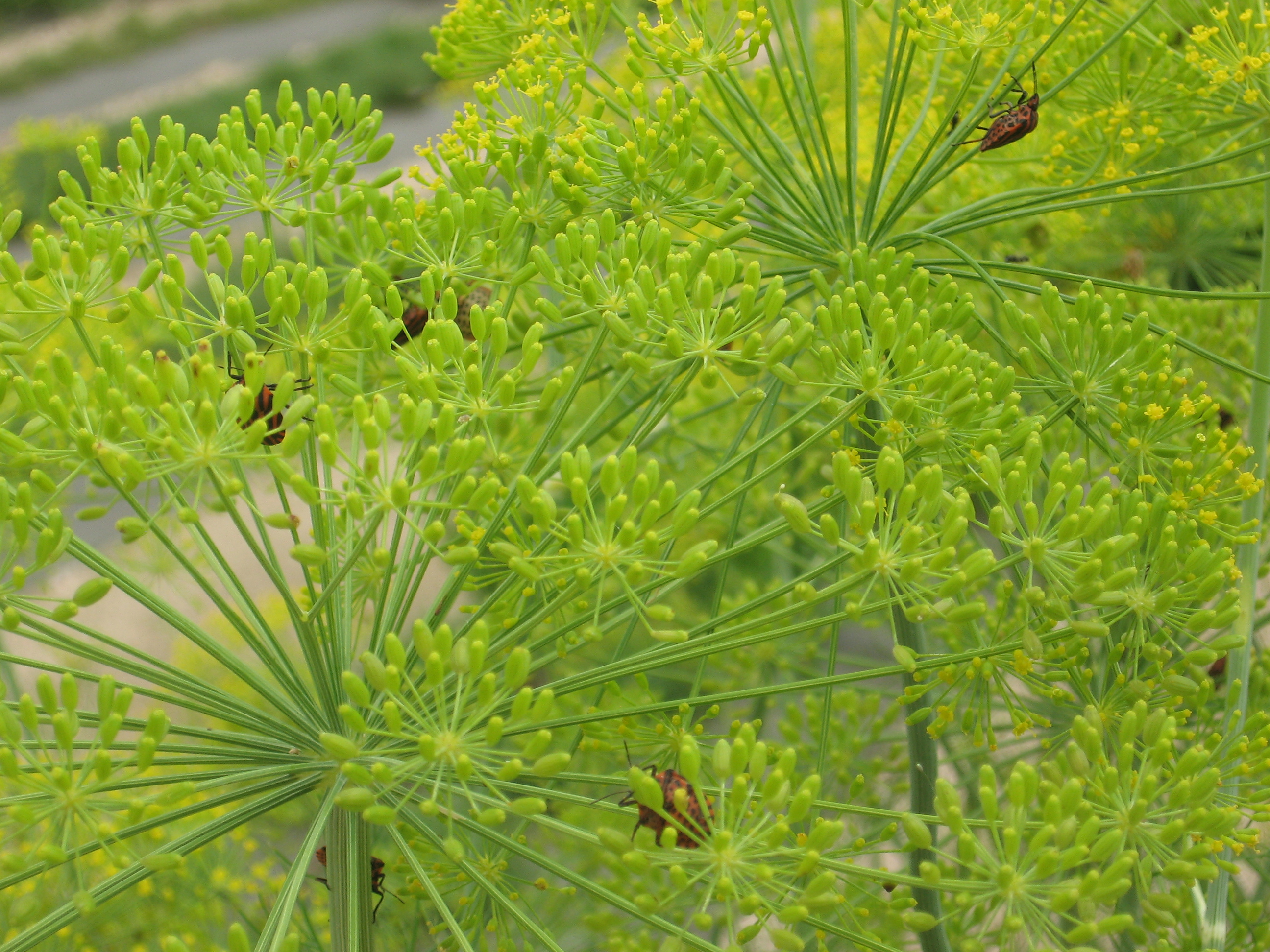
Flora i fauna del jardí

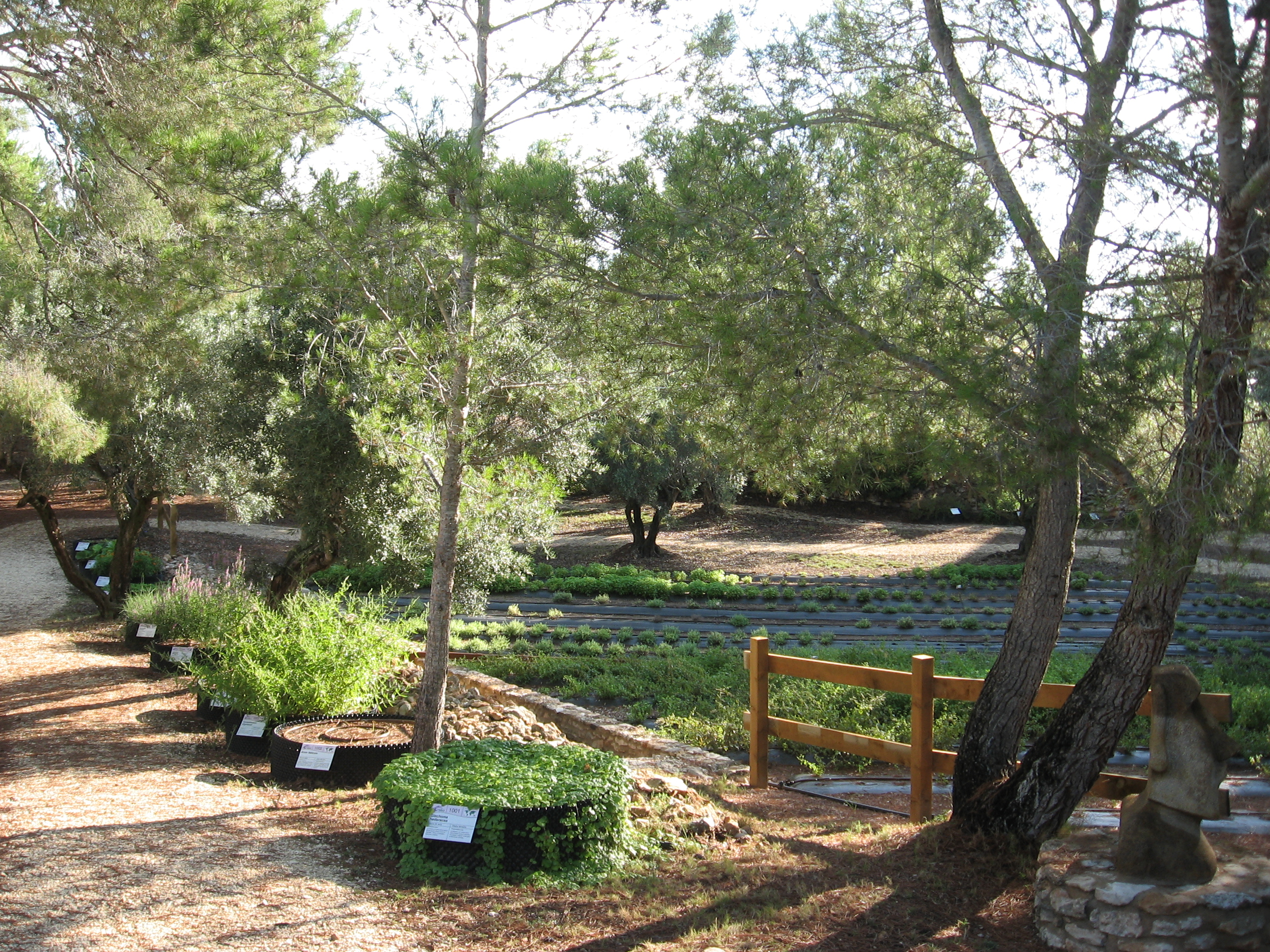
Área para visitas

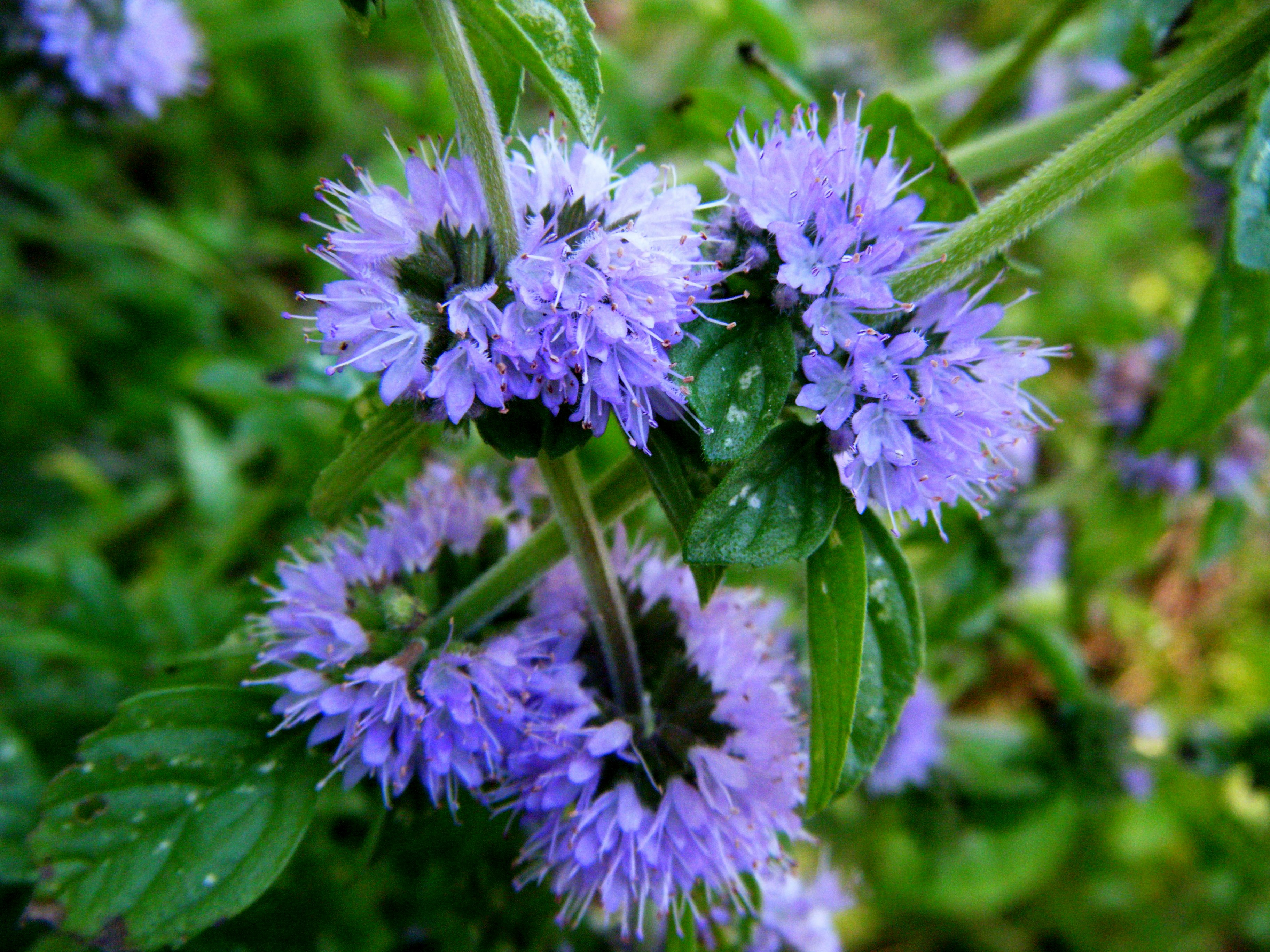
Mentha pulegium, Ecoherbes Park

Ecoherbes Park és un jardí botànic de plantes medicinals situat a la localitat de l'Ampolla, coneguda amb el nom de “Porta del Delta de l'Ebre” per la seva proximitat amb el parc natural del Delta de l'Ebre, a la comarca del Baix Ebre, zona declarada Reserva de la biosfera per la UNESCO. És el primer jardí botànic medicinal i ecològic de la Península Ibèrica, i al mateix temps una reserva d'espècies vegetals en perill d'extinció.

## Història
El Jardí Medicinal Ecològic Ecoherbes Park va ser inaugurat el 20 de juny de 2015 i obrí les portes al públic el 21 de juny, coincidint amb la celebració del solstici d'estiu. És un projecte que neix i es desenvolupa amb la finalitat de proporcionar, in situ, coneixements sobre plantes i usos medicinals actuals i tradicionals.
Els visitants poden passejar lliurement pel jardí o bé recórrer-lo en una visita guiada.

## Col·leccions
El jardí alberga més de 400 espècies de plantes medicinals, aromàtiques y culinàries, de diferents parts del món. També hi ha una gran biodiversitat d'espècies arbòries i arbustives autòctones. El conjunt queda rodejat per camps de cultiu, amb el mar Mediterrani i el Parc Natural del Delta de l'Ebre com a telons de fons.
El Jardí Botànic, de 2 hectàrees, es troba dins d'un parc ecològic de 10 hectàrees. En la seva construcció s'ha conservat la morfologia del terreny, amb els murs de pedra seca centenaris, i s'ha respectat la vegetació arbòria ja existent, on destaca el pi blanc (Pinus alepensis), l'olivera (Olea europea), amb alguns exemplars mil·lenaris, i el garrofer (Ceratonia siliqua), algun dels quals té més de 300 anys.
El jardí s'estructura mitjançant camins que ofereixen una multitud d'itineraris, i on les plantes estan distribuïdes micro-climatològicament, tenint en compte l'exposició al sol i al vent, i la humitat ambiental.
Els parterres de plantació faciliten el drenatge i la ventilació de la terra, propiciant una estructura òptima del sistema radicular de les plantes. Tots els parterres són individuals i en cada un hi ha plantada una sola espècie, la qual cosa facilita l'adequació del substrat a les necessitats específiques. Van acompanyats d'un cartell individual on s'expliquen les propietats i els usos de les plantes, el nom comú, el nom botànic i el lloc de procedència original de cadascuna.
Al jardí hi conviuen col·leccions de Rosmarinus, Thymus, Salvia, Menta, Alfàbrega, Artemisa, Echinacea, Geranium, Tanacetum, Achillea, Kalanchoe, Origanum, Cymbopogon, Plectranthus, Satureja, Leonorus, Lavandula, juntament amb les plantes també medicinals dels diferents continents. Dins del recinte, formant part del jardí, s'hi troba l'anomenat Racó de les Bruixes, on s'hi ubiquen plantes altament tòxiques, verinoses i de propietats psicotròpiques. Aquest és un recinte d'accés restringit per a menors. El jardí, que també és una reserva d'espècies vegetals en perill d'extinció, disposa d'un banc de llavors o genosperma. Posseeix un viver propi de reproducció, i s'experimenta sobre l'adaptació climàtica de moltes de les espècies que el conformen.